# Franz-Josef Wagner (Komponist)
Franz-Josef Wagner (* 6. Mai 1885 in Cochem; † 9. August 1972 in Bonn) war ein deutscher Pädagoge und Kirchenkomponist.

## Leben
Franz-Josef Wagners Eltern waren der Lokomotivführer Josef Wagner und Katharina Bidgenbach. Er war das zweite von fünf Kindern. Sein Künstlername war Wagner-Cochem. Musikalisch geprägt wurde er durch seine Mutter, in deren Familie viel gesungen und musiziert wurde. Geübt wurden improvisiertes und mehrstimmiges Singen. Auf dem Klavier machte er schon früh eigene Harmonieversuche. Ab 1897 lebte er im Jungeninternat (Bischöfliches Konvikt) in Prüm und besuchte das dortige Gymnasium. Seine Reifeprüfung legte er 1905 ab. Dann folgte sein Universitätsstudium in München und Bonn mit den Themen Altphilologie, Philosophie, Musikwissenschaft, Germanistik und Psychologie. 1910 folgte die Promotion mit Beiträgen zur Musiktheorie Arthur Schopenhauers. 1911 legte er das Staatsexamen in Germanistik und klassischer Philosophie ab.
Beruflich tätig wurde Franz-Josef Wagner als Studienassessor zunächst am Kaiserin-Augusta-Gymnasium in Koblenz. Ab 1918 war er weiter in Köln, Jülich und bis 1938 in Euskirchen tätig. Nach dem Krieg wirkte er bis zu seiner Pensionierung im Jahre 1952 in Oberkassel.
Pensioniert von seiner Lehrertätigkeit konnte er sich ganz der Musik und der Komposition widmen. Musikalisch suchte er in seinen meist geistlichen Kompositionen eine Verbindung des Richard-Wagnerischen Leitmotivgedankens mit gregorianischer Melodik. Sein musikalisches Lebenswerk umfasst 17 Messen und ca. 60 weitere Kompositionen, wie z. B. Motetten, Kantaten, Psalmvertonungen, Orgelwerke, Orchesterwerke, Liedvertonungen, Requiems und Segen. Am Herzen lagen ihm Mehrchörigkeit mit Beteiligung der Gemeinde.

## Werke
- Weihnachtsmysterium, 1926. Uraufgeführt am 15. Dezember 1929 in der Bonner Münsterkirche.

## Auszeichnungen
- 1960: Peter-Cornelius-Plakette des Landes Rheinland-Pfalz
- 1969: Orlando-di-Lasso-Medaille des Allgemeinen Cäcilienverbandes

## Fotos der Medaillen

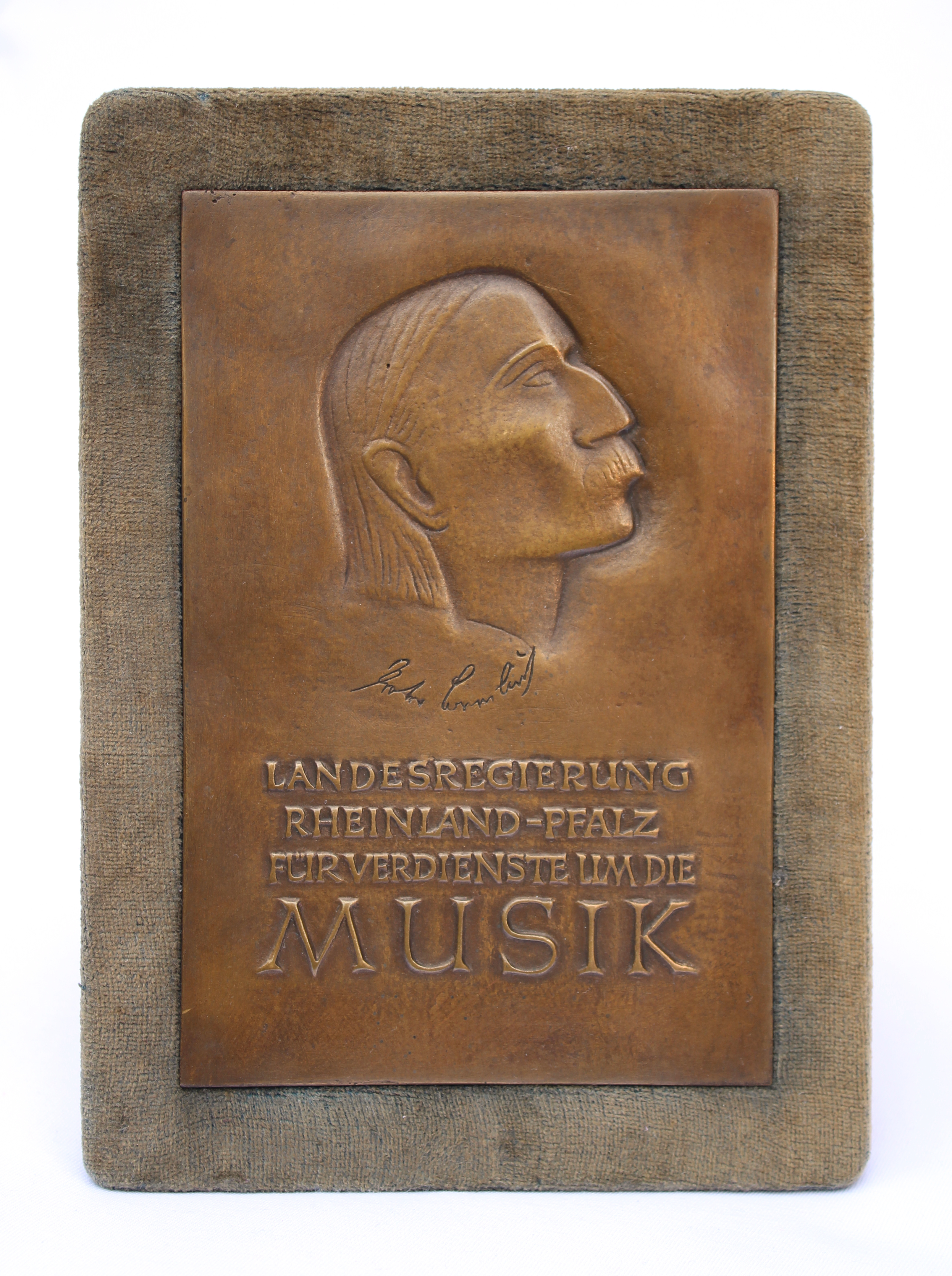
Peter-Cornelius-Plakette von Franz Josef Wagner (1960)
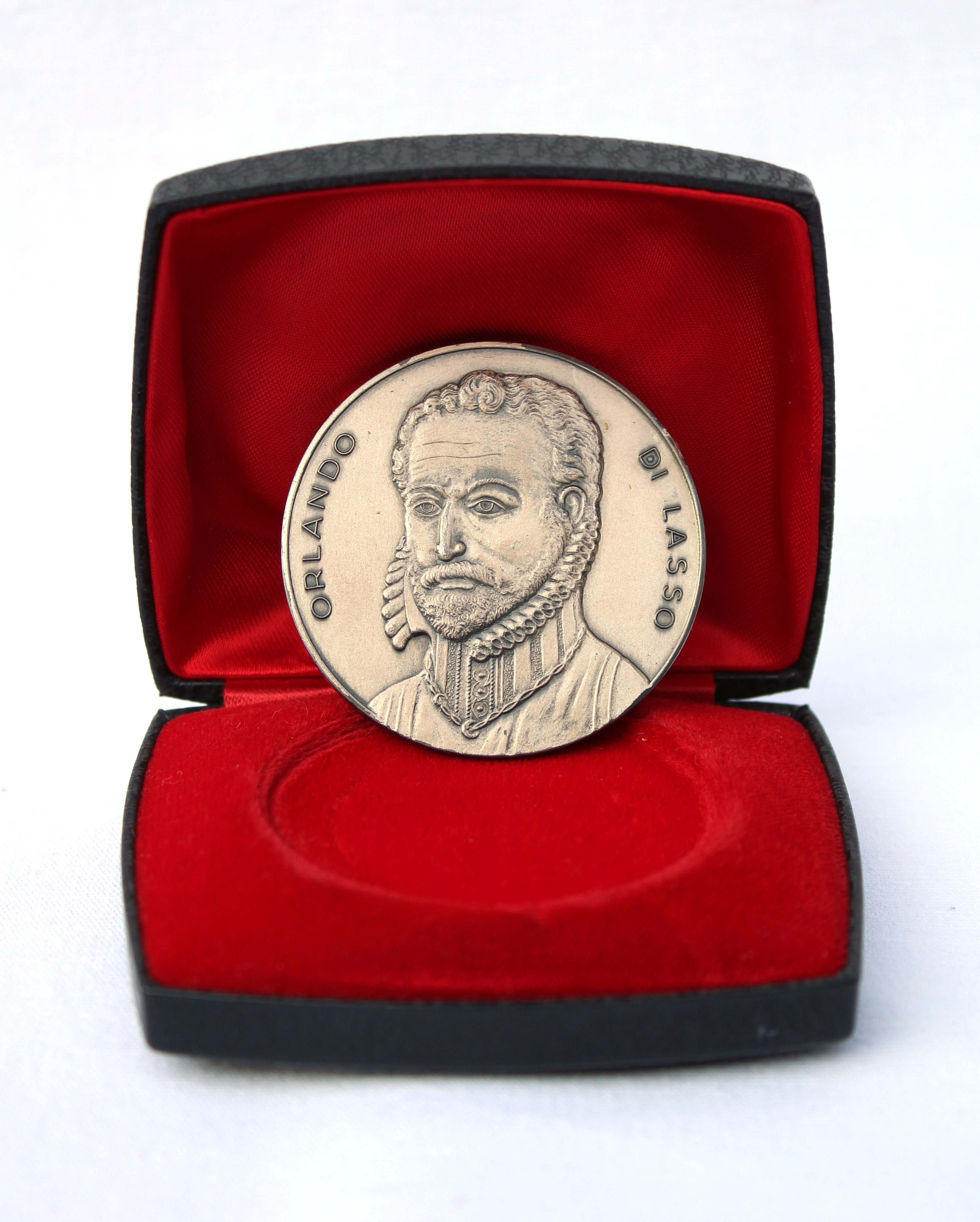
Vorderseite der Orlando-di-Lasso-Medaille von Franz Josef Wagner (1969)
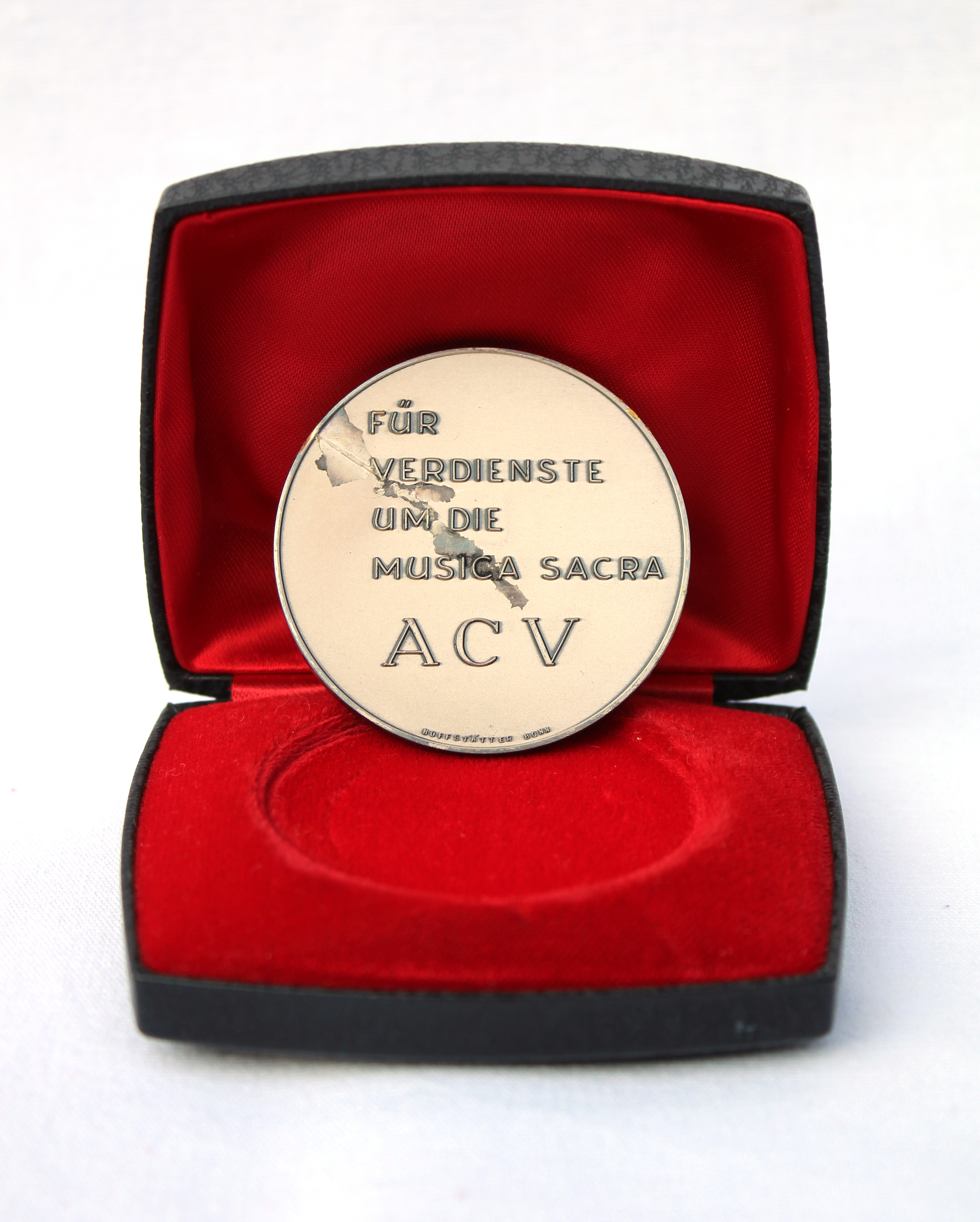
Rückseite der Orlando-di-Lasso-Medaille von Franz Josef Wagner (1969)